# Црвена акција
Црвена акција је радикална левичарска организација која делује у Хрватској и Србији. Као антиимперијалистичка организација снажно се противи НАТО-у и позната је по нападима бојом на симболе те међународне војне организације.
Током последњег израелског бомбардовања Газе 2009. године, организовала је протест солидарности са Палестинцима, заједно са члановима арапске и муслиманске заједнице у Загребу. Црвена акција подржава борбу за права хомосексуалних особа и активни је учесник Загреб прајда. Осим тога, организација је активна и у борби за радничка права и подржава сваки раднички протест, иако је изразито критична према синдикалним вођама које сматра слугама послодаваца. Чланови Црвене акције сматрају да су послодавци и менаџери изазвали економску кризу и како држава ради искључиво у интересу богатих.
У иностранству, Црвена акција подржава многе герилске покрете (у Колумбији, Индији, Турској и Палестини) од којих су неки на америчком и британском списку терористичких организација. Подржавали су такође и масовне протесте у Грчкој, а недавно су подржали и српске анархисте оптужене за напад на амбасаду Грчке.